# National Olympic Committee Kenya
Das National Olympic Committee Kenya ist das Nationale Olympische Komitee, das Kenia vertritt. 

## Geschichte
Es wurde 1955 gegründet und im selben Jahr vom IOC anerkannt.
Kenia gab sein Debüt bei den Olympischen Sommerspielen 1956 in Melbourne, Australien.
Der derzeitige Präsident des Nationalen Olympischen Komitees ist seit 2017 der Langstreckenläufer Paul Tergat und löst damit Kipchoge Keino ab, der seit 1999 das Amt innehatte.